# Do 24
A Dornier Do 24 egy német három motoros repülőcsónak, melyet a Dornier Flugzeugwerke tervezett az 1930-as években tengerészeti járőr és kutató-mentő feladatok elvégzésére. A Dornier feljegyzései szerint a Do 24 alkalmazása során 12 000 embert mentettek meg a repülőgép használatával. 1937-1945 között 279 darabot gyártottak belőle különböző gyárakban.

## Tervezés és fejlesztés
A Dornier Do 24 repülőgépet a holland haditengerészet előírásai alapján tervezték, amellyel a Dornier Wal típust kívánták kiváltani Holland Kelet-Indiában. A holland kormányzat 1936. augusztus 3-án írta alá a hat darab Dornier Do 24 vásárlásáról szóló szerződést. Ezen felül további két prototípust építettek a német haditengerészet számára, melyeket a Blohm & Voss BV 138 repülőcsónakkal hasonlítottak össze.
A Do 24 egy teljesen fémépítésű, parasol-szárnyú repülőgép. A két vezérsík a felfelé ívelő farokrész végén kapott helyet, míg a három motor a szárnyakon. Maximálisan 1200 kg bombát szállíthatott a repülőgép a szárnyai alatt, önvédelemre pedig a három géppuska-torony szolgált; egy az orrban, egy a tetőn, egy pedig a farokrészben. A korai típusoknál a tornyokba egyetlen géppuskát szereltek, a későbbieknél viszont a tetőn lévő toronyba egy 20 mm-es gépágyú került.
A Do 24 V3, az első holland repülőcsónak 1937. július 3-án szállt fel a Boden-tóról, ezt követte valamivel később a Do 24 V4 jelű. A holland kiírásban szerepelt, hogy az új gépekbe ugyanazokat a motorokat kell szerelni, mint amilyenek a Holland Kelet-Indiában szolgáló Martin 139 bombázókban vannak, így a Do 24-ket a 661 kW (887 LE) teljesítményű Wright R–1820–F52 Cyclone csillagmotorokkal szerelték fel. A teszteredmények jók voltak, az új repülőcsónak még durva nyílt tengeri körülmények között is üzemeltethető volt, így 1937. július 22-én a holland kormányzat további 12 darab Do 24-re adott megrendelést. A Do 24 V1, az első a két német gép közül 1938. január 10-én repült először, ebbe a gépbe három darab 450 kW (600 LE) teljesítményű Junkers Jumo 205C dízelmotort építettek, azonban a próbarepülések után mindkét német repülőcsónakot visszaküldték a Dornierhez raktározásra.
A hollandok lelkesedtek az új repülőgépek iránt és további 90 darab vásárlását tervezték. Ebből harminc darabot a Dornier gyártott le (az első két prototípus kivételével, melyeket a Dornier svájci leányvállalata gyártott Altenrheinben). A többi gépet licenc alapján az Aviolanda gyártotta a hollandiai Papendrechtben. Ezek közül mind, kivéve a német és svájci gyártmányúak, illetve az első hét holland gyártmányú a Do 24K–1 jelölést kapta, meghajtásukról az eredeti R–1820–F52 motorok gondoskodtak, míg a többi gép Do 24K–2 jelöléssel és sokkal erősebb, 820 kW (1100 LE) teljesítményű R–1820–G102 motorokkal és nagyobb üzemanyag-kapacitással készült.
A német invázió előtt mindössze 25 darab repülőgép készült az Aviolanda gyárban. A Luftwaffe érdeklődést mutatott a már elkészült és a részlegesen elkészült gépek iránt. A holland gyártósor folytatta a repülőgépek gyártását német irányítás alatt. További 11 repülőgép készült el a Hollandia által vásárolt Wright Cyclone motorokkal, de a későbbi példányokat BMW Bramo 323R–2 motorokkal látták el. További 159 Do 24 készült Hollandiában a megszállás alatt, legtöbbjük a Do 24T–1 jelöléssel.
A német megszállás alatt a franciaországi Sartrouville-ben is felállítottak egy gyártósort a Do 24 számára a régi CAMS gyárban. Ezt a vonalat az SNCAN üzemeltette, 48 darab Do 24-est gyártottak itt. Franciaország felszabadítása után további 40 repülőgépet gyártottak, melyek egészen 1952-ig szolgáltak a francia haditengerészetnél.

## Üzemeltetés

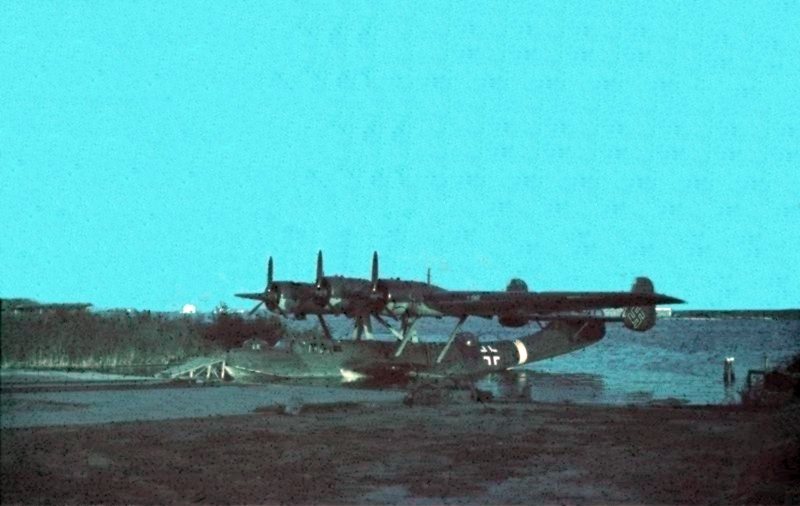
A Luftwaffe egyik Do 24 repülőgépe Romániában, 1941-ben

Harminchét darab holland és német gyártmányú Do 24 került Holland Kelet-Indiába Hollandia 1940-es német megszállásáig. A háború kitörése előtt háromszínű felségjelzéssel repültek a gépek. Később, hogy elkerüljék a brit vagy francia gépekkel való összekeverést, a holland gépek fekete szegélyű narancssárga háromszög jelzést viseltek. 1941. december 17-én egy holland Dornier Do 24 elsüllyesztette a japán Shinonome rombolót, ami egy inváziós flottát kísért Miribe. 1942. január 10-én egy holland Do 24K felfedezett egy japán inváziós flottát, amely a Tarakan sziget felé közeledett, így még a japán erők megérkezése előtt megsemmisíthették az összes olajkitermelésre szolgáló létesítményt. Miután a japánok elfoglalták a Holland Kelet-Indiát, a hat megmaradt Do 24 repülőgépet 1942 februárjában átadták az Ausztrál Királyi Légierőnek. Ezután a gépeket az ausztrálok szállítógépként üzemeltették Új-Guineában, így a Do 24 azon kevés repülőgép típusok egyike lett, amelyek a második világháborúban mindkét hadviselő félnél hadrendben álltak.
1944. október 31-én egy német Do 24 (a Seenotgruppe 81 CM+RY oldalszámú gépe) kényszerleszállást hajtott végre a semleges Svédországban, ahol a gépet lefoglalták, majd megvásárolták és egészen 1952-ig üzemeltették a svédek.
1944-ben 12 darab holland gyártmányú Do 24-est szállítottak Spanyolországnak, azzal a tudattal, hogy ott mindkét harcoló fél tengerbe zuhant pilótáinak segítségére siethetnek a repülőgépekkel. A háború után egy francia gyártmányú Do 24-et is szerzett Spanyolország. Ezeket a gépeket legalább 1967-ig üzemeltették. 1971-ben az egyik utolsó, még üzemképes Do 24 visszakerült a Boden-tónál lévő Dornier gyárhoz, ahol állandó kiállítási tárgy lett.

## Változatok
- Do 24K–1 – A Svájcban és a Hollandiában gyártott gépek típusjele, melyből 36 darabot gyártottak.
- Do 24K–2 – Holland gyártmány három darab 746 kW (1000 LE) teljesítményű Wright R–1820–G102 motorral felszerelve, ebből egy darab készült.
- Do 24N–1 – Holland gyártmányú Do 24K–2 gépek a Luftwaffe számára átalakítva, 11 példány.
- Do 24T–1 – Francia gyártmány, 48 példány.
- Do 24T–1 – Holland gyártmány a Luftwaffe számára BMW Bramo 323R–2 motorokkal, 159 példány a T–2 és a T–3 változatokkal összesen.
- Do 24T–2 – Do 24T–1 kisebb változtatásokkal.
- Do 24T–3 – Do 24T–1 kisebb változtatásokkal.
- Do 24 ATT – Háború utáni átalakított/rendbe hozott példány Pratt & Whitney Canada PT6A–45 motorokkal, melyből egy darab készült.
- Do 318 – 1944-ben egy darab Do 24T változatot átalakítottak a határréteg-ellenőrző rendszer hordozásához.

## Üzemeltetők
Ausztrália
- Ausztrál Királyi Haditengerészet

 Franciaország
- Francia Haditengerészeti Légierő
- Francia Haditengerészet

 Harmadik Birodalom
- Luftwaffe (Wehrmacht)

 Hollandia
- Holland Királyi Haditengerészet
- Holland Tengerészeti Légi-szolgálat

 Norvégia
- Norvég Királyi Légierő

 Spanyolország
- Spanyol Légierő

 Svédország
- Svéd Királyi Légierő

## Túlélő példányok

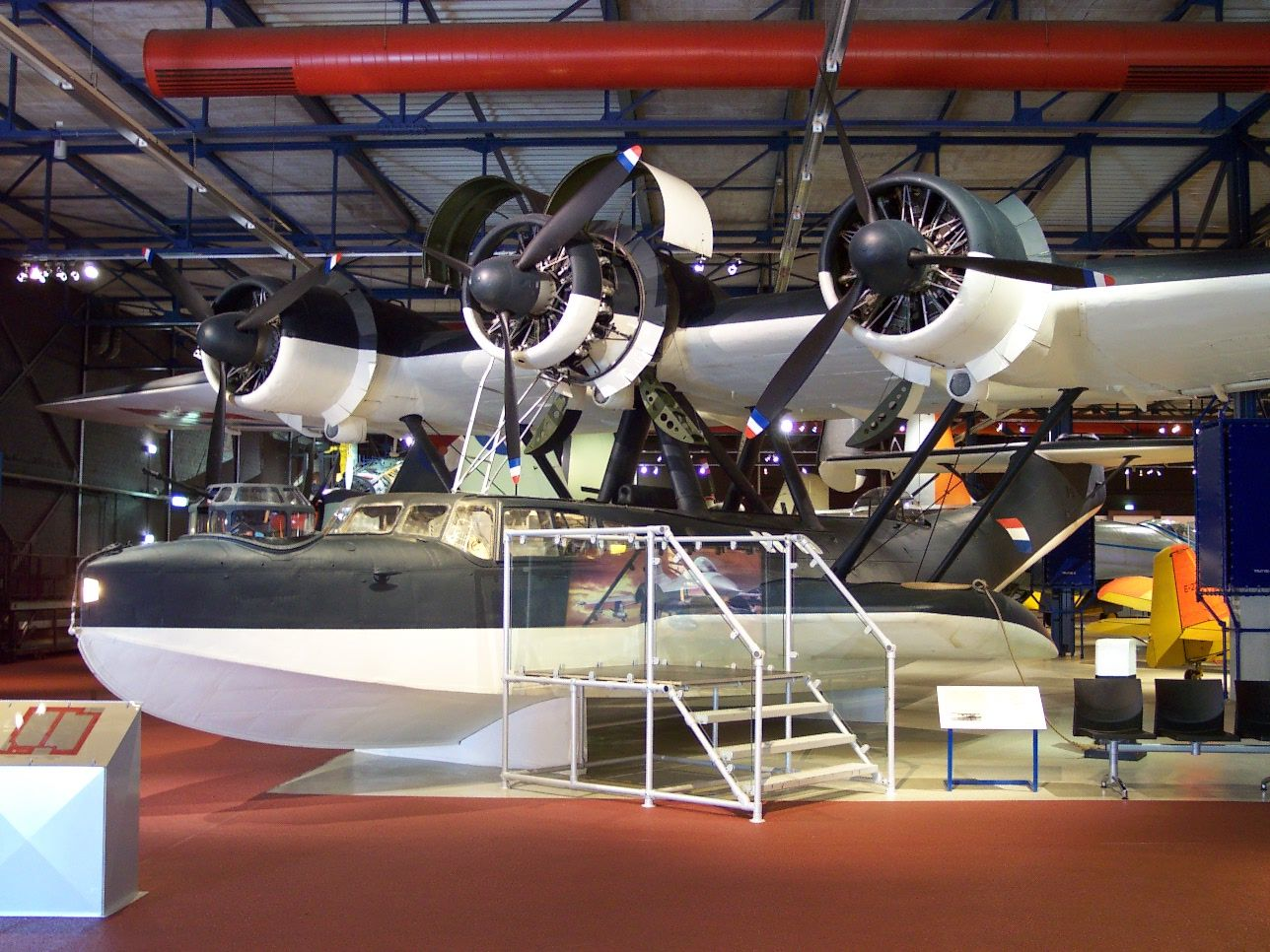
Do 24 kiállításon

## Műszaki adatok (Do 24T–1)

### Geometriai méretek és tömegadatok
- Hossz: 21,89 m
- Fesztávolság: 27,00 m
- Magasság: 5,75 m
- Szárnyfelület: 108,0 m²
- Üres tömeg: 10 600 kg
- Normál felszálló tömeg: 16 200 kg
- Maximális felszálló tömeg: 18 400 kg

### Motorok
- Motorok száma: 3 darab
- Típusa: Bramo 323R–2 Fafnir kilenchengeres csillagmotor
- Maximális teljesítménye: egyenként 701 kW (940 LE)

### Repülési adatok
- Legnagyobb sebesség: 340 km/h
- Hatótávolság: 2700 km
- Szolgálati csúcsmagasság: 6300 m

### Fegyverzet
- 1 darab 20 mm-es Hispano-Suiza HS.404 gépágyú
- 2 darab 7,92 mm-es MG 15 géppuska

## Fordítás
- Ez a szócikk részben vagy egészben  a   Dornier Do 24 című angol Wikipédia-szócikk ezen változatának fordításán alapul.  Az eredeti cikk szerkesztőit annak laptörténete sorolja fel. Ez a jelzés csupán a megfogalmazás eredetét és a szerzői jogokat jelzi, nem szolgál a cikkben szereplő információk forrásmegjelöléseként.